# In a Family Way
In a Family Way – EP Joeya Ramone'a nagrana z zespołem Sibling Rivalry. Wydana przez wytwórnię Alternative Tentacles w 1994.

## Lista utworów
1. "See My Way" (Mark Abrahms/Mick Abrahams/Roger Daltrey) – 4:11
2. "On the Beach" (Mickey Leigh) – 3:02
3. "Don't Be So Strange" (David Baillie/Mickey Leigh) – 2:25

## Skład
- Joey Ramone – wokal (1,2)
- Mickey Leigh – wokal, gitara (1, 2), gitara basowa (3)
- Steven Sane – gitara basowa (1)
- Whitey Benezra – perkusja (1, 3)
- David Merrill – gitara basowa (2)
- Matty Quick – perkusja (2)
- David "Billy" Baillie – gitara, wokal (3)